# Wilhelm Schimper
Georg Heinrich Wilhelm Schimper (* August oder September 1804 in Mannheim; † Oktober 1878 in Adwa, Äthiopien) war ein badischer, deutscher Naturforscher, Reisender und Botaniker. Sein offizielles botanisches Autorenkürzel lautet „G.W.Schimp.“   

## Leben und Wirken
Wilhelm Schimper wurde als jüngerer Bruder von Karl Friedrich Schimper geboren. Seine Mutter Margarethe (Meta) war die Tochter (Baronin) des Freiherrn Jobst Wilhelm von Furtenbach, des Pflegers (Nürnberger Regierungsbeamten) von Lauf; der Vater stammte aus der Pfalz. Die Eltern wurden bereits 1814 geschieden; der Vater ging in Dienste nach Russland, wo er bald starb. Nach einer Lehre als Kunstdrechsler wurde Wilhelm Schimper zunächst badischer Soldat, um seine verarmte und kranke Mutter unterstützen zu können. Er erhielt aber 1828 einen längeren Urlaub zur weiteren Ausbildung. In München studierte er Naturgeschichte, war Zeichner und Präparator bei Louis Agassiz und soll nach Otto Volger (1822–1897), dem Geologen, Mineralogen und Afrikaforscher, auch „das einst berühmte jetzt verschollene Schuppenbuch“ gezeichnet haben, war er doch, wie berichtet wird, „eben so gewandt und genial im Technischen, wie sein Bruder in der geistigen Sphäre“.
Dann unternahm Schimper mit Unterstützung des Württembergischen Naturhistorischen Reisevereins 1831 eine botanische Sammelreise nach Algier, worüber er auch ein Buch: „Reise nach Algier 1831–1832“ (Stuttgart 1834) geschrieben hat. Drei Jahre später (1834) ging er, wiederum im Auftrag des Reisevereins, nach Ägypten, erforschte den Sinai und siedelte sich 1836 in Abessinien in Nordostafrika an.
Er erforschte Oberägypten, das Peträische Arabien, das Innere von Hidschas und Abessinien und gewann dort die Gunst des Dejazmach Wube Hayle Mariam von Tigray und Simen (in europäischer Literatur bekannt als Ubie von Tigray und Simen) so sehr, dass dieser ihn zum Statthalter der kleinen Provinz Enticcho bei Adwa ernannte. Diese hohe Würde hinderte Schimper jedoch keineswegs daran, auch fernerhin eifrig Pflanzen zu sammeln. Dejazmach Wube verheiratete ihn damals mit Mirritsit aus einer mit Wube verwandten führenden Familie der Provinz Adwa in Tigray, die ihm mehrere Kinder gebar. Schimper nahm einen zweiten Wohnsitz in der Gebirgslandschaft Simen-Gebirge, dem Kernland Wubes, und war in jener Zeit von der Administration des Jardin des plantes in Paris mit einer permanenten wissenschaftlichen Mission für Abessinien betraut. Schimper belieferte von hier aus die Pariser und andere naturhistorische Sammlungen, unter anderem in Berlin, mit wertvollen Beiträgen. Belege sind heute noch erhalten, unter anderem in den Sammlungen von Rudolph Friedrich Hohenacker (1798–1874) und Joseph Gerhard Zuccarini.
Im Auftrag des Dejazmach Wube plante Schimper zusammen mit seinem Mitarbeiter Eduard Zander die Marienkirche in Däräsge, in der sich Theodor II. nach seinem Sieg über Wube in der Schlacht von Däräsge 1855 zum äthiopischen Kaiser krönen ließ.
Unter Theodor II. verlor Schimper seine Statthalterschaft, blieb aber sonst unbehelligt. Nur als Theodor mit England in Krieg geriet, musste er seinem Herrn in die Festung Magdala folgen und erlangte erst nach dem Schlacht um Magdala und dem Siege des britischen Generals Robert Napier und Theodors Tod 1868 seine Freiheit wieder. Seitdem lebte er mit seiner Frau († 1869) in Adwa, wo er im Oktober 1878 starb.
Der Moosforscher Adalbert Geheeb (1842–1909), der mit Wilhelm Schimper im Briefwechsel stand, berichtet in seinem Buch „Meine Erinnerungen an große Naturforscher“, dass er von diesem einmal eine Sendung erhalten habe mit dem Ersuchen, sie sofort an den Fürsten Bismarck weiter zu leiten. „Erst nach langer Zeit meldete mir auf mein Befragen der Professor A. Braun, dass jene umfangreiche Beilage für Bismarck die Selbstbiographie Schimper’s enthalten habe, die der große Kaiser Wilhelm so interessant fand, dass er sofort 1000 Taler an den Verfasser nach Abessinien übermitteln ließ.“ Schimpers Autobiographie ist noch heute verschollen.
Ein anderes Manuskript mit dem Titel „In Abÿssinien“, in welchem Schimper seine Beobachtungen während seiner Forschungsreisen in Tigray im Norden Äthiopiens aus den Jahren 1864 bis 1868 niedergeschrieben hat, kam 1870 in den Besitz des Britischen Museums und wird jetzt in der British Library aufbewahrt. Diese Schrift ist in der Public Domain und online zugänglich.
Wilhelm Schimper hat Verschiedenes, meist in botanischen und geologischen Fachblättern, auch in „Petermanns Mitteilungen“, veröffentlicht. Seine botanischen Sammlungen befinden sich heute wegen ihrer Verteilung durch den Esslinger Reiseverein, einer Aktiengesellschaft zur Durchführung naturkundlicher Sammelreisen, in zahlreichen Museen der Welt. Schimper plante mit Ludwig Rabenhorst die Gründung eines eigenen „cryptogamischen Reisevereins“.
Eine Tochter Schimpers, Tsehaytu (d. h. 'seine Sonne'), war mit dem äthiopischen Thronprätendenten und Rebellen Kasa Golja verheiratet (nach ihrer Gefangennahme durch den äthiopischen Kaiser Yohannes IV. wurde sie von diesem ca. 1872 zwangsweise getrennt). Eine andere Tochter war mit dem deutschen Missionar Friedrich Bender verheiratet und leitete – ungewöhnlich für das Äthiopien jener Zeit – eine Schule in Adwa. Sein Sohn Wilhelm Schimper junior, mit äthiopischem Namen Ingdaschet, erhielt 1872–77 eine Ausbildung zum Ingenieur am Polytechnicum Karlsruhe, war um 1882 Übersetzer bei Kaiser Yohannes IV., später Ingenieur in der italienischen Kolonie Eritrea und schließlich Übersetzer des Kaisers Menelik II. in Addis Abeba. Wilhelm Schimper junior begleitete Gerhard Rohlfs aufgrund eines Empfehlungsschreibens des Großherzogs von Baden bei dessen Mission zu Yohannes IV. im Auftrag des deutschen Kaisers Wilhelm I. Rohlfs war dem Vater bereits persönlich nach der Schlacht um Magdala begegnet.
Während seines Studiums wurde Wilhelm Schimper 1827 Mitglied der Burschenschaft Helvetia München.

## Ehrungen
Nach ihm sind benannt die Pflanzengattungen Schimpera Steud. & Hochst. ex Endl. aus der Familie der Kreuzblütler (Brassicaceae), Schimperina Tiegh. aus der Familie der Riemenblumengewächse (Loranthaceae) und Oreoschimperella Rauschert aus der Familie der Doldenblütler (Apiaceae).